# 4th Queen's Own Hussars

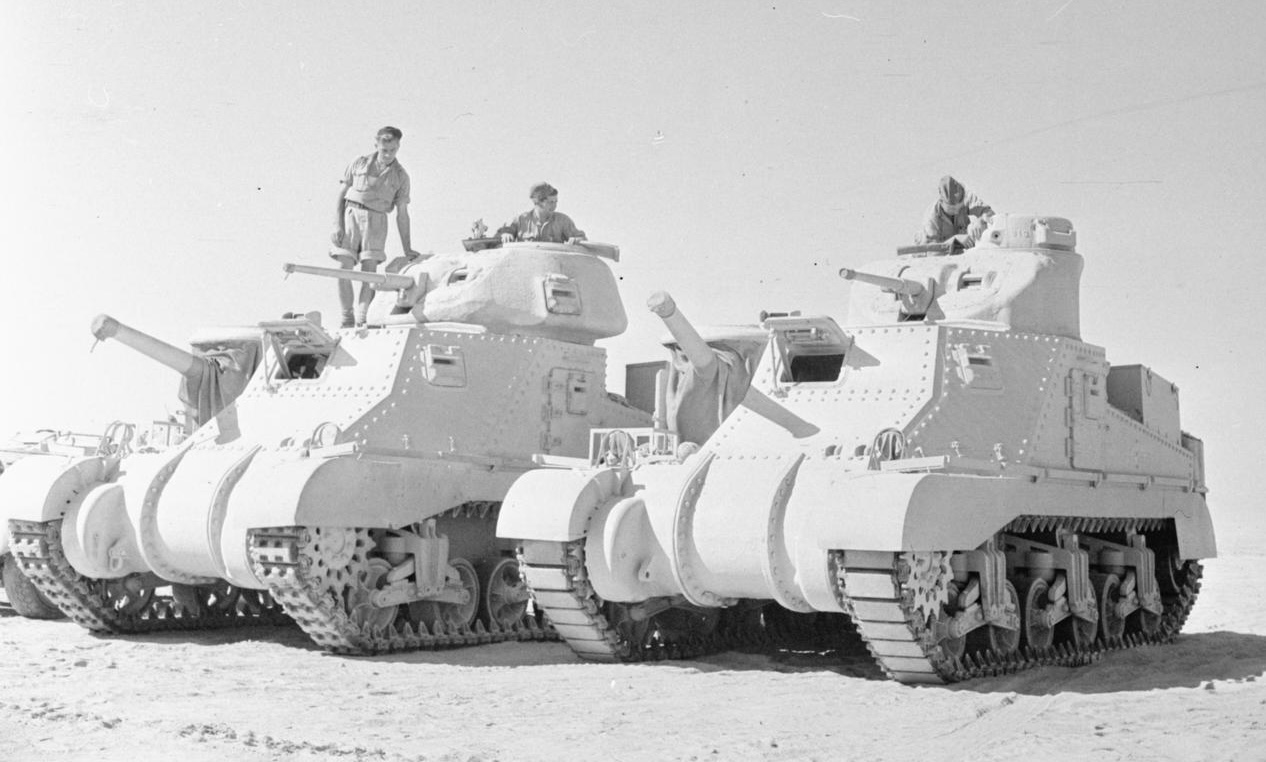
Un Grant (à gauche) et un Lee (à droite) en service dans le 4th Queen's Own Hussars britannique durant la guerre du désert.

Le 4th Queen's Own Hussars était un régiment de cavalerie de la British Army, créé en 1685. Il a été en service pendant presque trois siècles, avant d'être intégré au Queen's Royal Irish Hussars en 1958. Le plus célèbre de ses officiers est sans conteste Winston Churchill, qui en fait partie de janvier 1895 à juin 1900 - bien que souvent détaché dans d'autres unités - avant de quitter la carrière des armes pour la carrière politique.